# Linakeng Community
Linakeng Community är en gemenskap i Lesotho.   Den ligger i distriktet Butha-Buthe, i den norra delen av landet, 110 km nordost om huvudstaden Maseru.